# Lentinus cyathiformis
Lentinus cyathiformis är en svampart som först beskrevs av Jakob Christan Schaeffer, och fick sitt nu gällande namn av Giacopo Bresàdola 1929. Lentinus cyathiformis ingår i släktet Lentinus och familjen Polyporaceae.   Inga underarter finns listade i Catalogue of Life.

## Bildgalleri

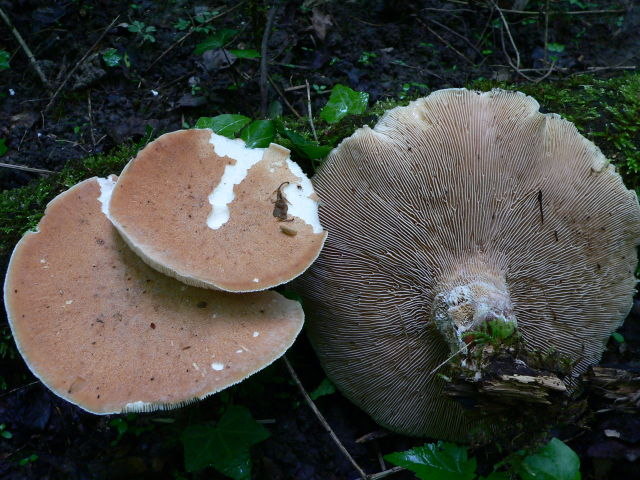
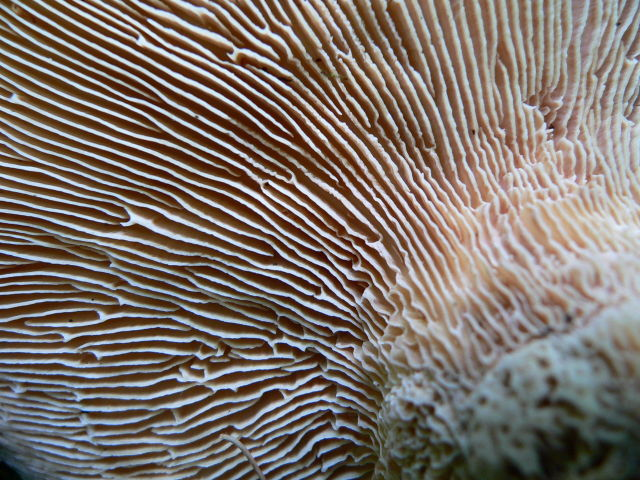
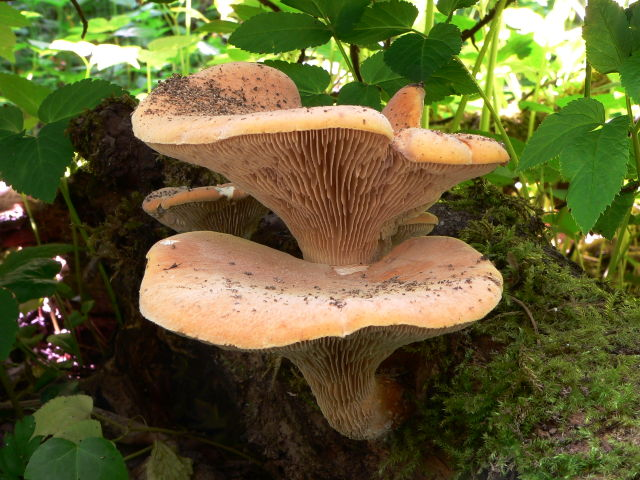